# Bolbocerosoma cartwrighti
Bolbocerosoma cartwrighti es una especie de coleóptero de la familia Geotrupidae.

## Distribución geográfica
Habita en Texas (Estados Unidos).